# Gran Enciclopedia de Andalucía
La Gran Enciclopedia de Andalucía es una enciclopedia editada por iniciativa privada (Promociones Culturales Andaluzas, que aunaba Tierras del Sur, Cultura Viva y Anel) y por primera vez en 1979, cuando se iniciaba el proceso autonómico de Andalucía. Se trata de una importante obra en diez volúmenes dirigida por José María Javierre y coordinada por Manuel Ángel Vázquez Medel, que constituye la primera obra enciclopédica andaluza de gran envergadura.
Durante los tres años de su publicación en fascículos (1979-1981) la obra contó con la colaboración de los más destacados especialistas en todos los ámbitos, como Antonio Domínguez Ortiz en Historia, Joaquín Bosque Maurel en Geografía, Manuel Alvar en Lengua o Manuel Lozano en Física.
La obra, que no pudo contar con ningún tipo de asistencia informatizada, y en un momento en que muchos de los aspectos esenciales de Andalucía no eran suficientemente conocidos, fue una verdadera hazaña del equipo de redacción.
Los derechos de autor fueron comprados por la Junta de Andalucía en 1985.